# أمراء السلالة التيمورية
أمراء السلالة التيمورية هي لوحة موجودة في المتحف البريطاني، من المنمنمات الفارسية، تعود لسلطنة مغول الهند المسلمة.

## التاريخ
يعود تاريخ اللوحة عمومًا إلى عهد السلطان نصير الدين همايون. في هذا المنظر، بعد توليه الحكم في عام 1605، حوَّل جهانجير اللوحة إلى صورة جماعية للسلالة التيمورية. كما أضاف إلى اللوحة نفسه ووالده وخليفته أكبر وابنيه الأكبرين خسرو وبرويز [الإنجليزية]. عند توليه العرش في عام 1628، أضاف شاه جهان نفسه ووريثه دارا شيكوه.
ينسب المؤرخ بيرسي براون [الإنجليزية] هذه اللوحة إلى عهد أكبر (حكم من عام 1556 إلى عام 1605). ويفترض أن أكبر وهمايون لابد وأن يكونا موضوعي اللوحة الأصليين، مع إضافة الشخصيات الأخرى لاحقًا، أثناء عهدي جهانجير وشاه جهان.

## الوصف
اللوحة متضررة، حيث قُطعَت أجزاء منها وفُقدَت. وفي وسط اللوحة يوجد جناح ذو أعمدة قرمزية نحيلة. يجلس همايون في الجناح. وفي مواجهته يجلس أكبر وجهانجير وشاه جهان. الشخصيات الجالسة على يمين الجناح هي أبو بكر ميرزا، وبايسونغور، وشاه روخ.